# Кахісер Леніс
Кахісер Леніс (ісп. Kahiser Lenis; нар. 23 липня 2001, Панама) — панамський футболіст, нападник колумбійського клубу «Хагуарес де Кордова» та національної збірної Панами.
Виступав також за клуби «Індепендьєнте» (Ла-Чоррера) та «Спортінг» (Сан-Мігеліто) .

## Клубна кар'єра
Едгардо Фарінья народився 2001 року в місті Панама. Дебютував в аматорському футболі Іспанії за клуб «Алькала». Згодом перейшов до іншої команди аматорської команди «Рабеса».
У професійному футболі дебютував 2021 року повернувшись в Панаму виступами за команду «Індепендьєнте» (Ла-Чоррера). У 2022 році Леніс перейшов до клубу «Спортінг» (Сан-Мігеліто) за який відіграв сезон.
З 2023 року Кахісер Леніс грає у складі колумбійського клубу «Хагуарес де Кордова».

## Виступи за збірні
У 2023 році Кахісер залучався до складу олімпійської збірної Панами.
У 2023 році Леніс дебютував у складі національної збірної Панами. У складі збірної був учасником розіграшу Кубка Америки 2024 року у США. Станом на грудень 2024 року зіграв у складі національної збірної 8 матчів, у яких забив 2 голи.